# (9508) Titurel
(9508) Titurel (3395 T-3) – planetoida z pasa głównego asteroid okrążająca Słońce w ciągu 3,53 lat w średniej odległości 2,32 j.a. Odkryta 16 października 1977 roku.